# Jan Jakub Kolski

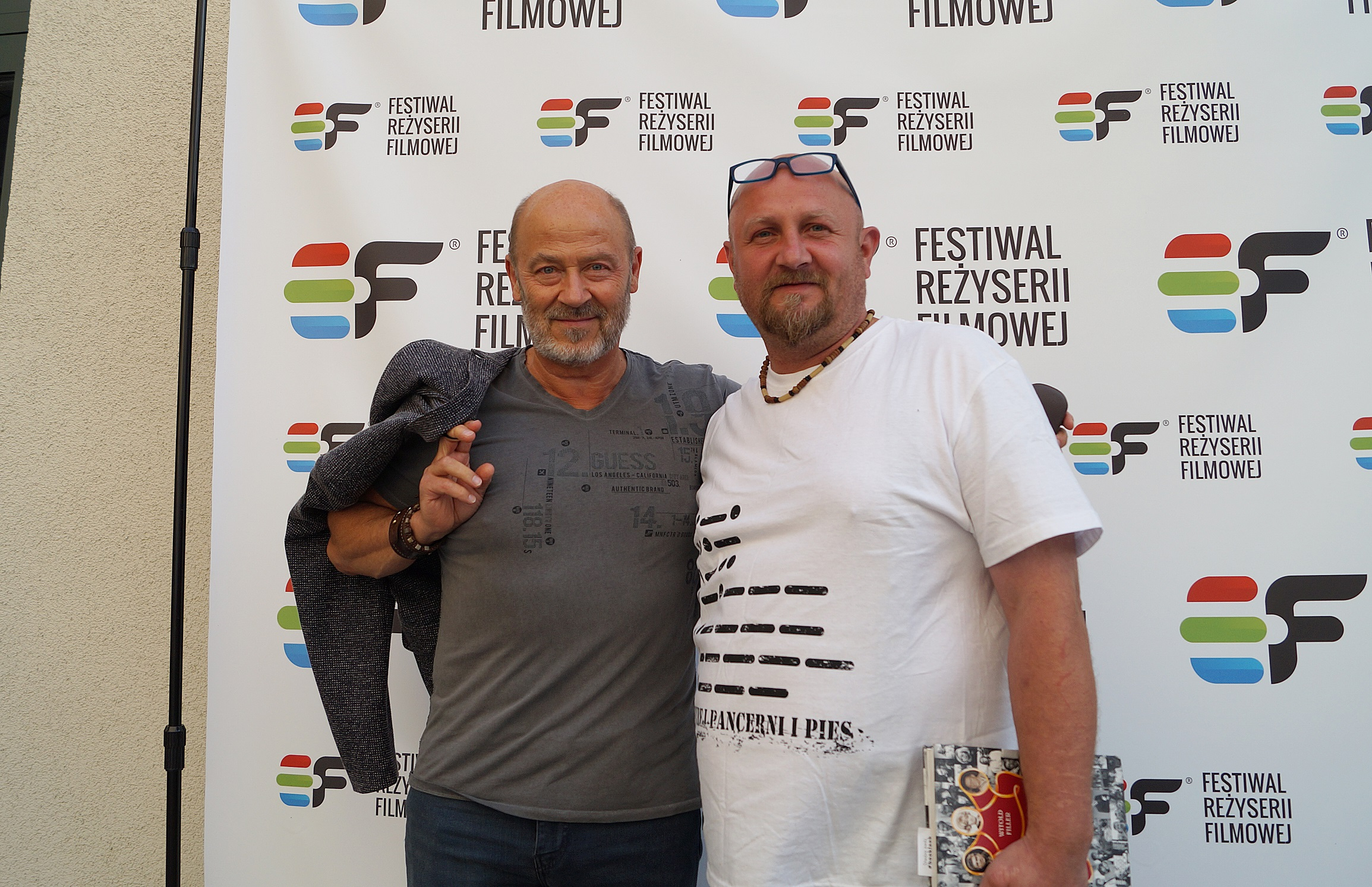
Jan Jakub Kolski, 2018

Jan Jakub Kolski (* 29. Januar 1956 in Breslau) ist Autor zahlreicher Kurzfilme, Dokumentarfilme, Spielfilme und Theateraufführungen.
Sein professioneller Filmweg begann in den Jahren 1976–81, als er bei dem polnischen Regionalsender TVP Wrocław eine Karriere vom Kameramanngehilfen zum Programmregisseur absolvierte. Nachträglich studierte er zwischen 1981 und 1985 an der Film- und Theaterhochschule in Łódź.
Er hat als Regisseur und Drehbuchautor über 20 Kurzfilme und zehn Spielfilme produziert. Seine Produktionen beschäftigen sich mit Themen wie Gebirge, Natur, Religion, Soziologie und Ökologie.

## Filmografie

### Wichtigere Kurzfilme
- Najpiękniejsza jaskinia świata (Die schönste Höhle der Welt) (1983 – Produktion, Drehbuch, Kommentar, Kamera)
- Mały dekalog (Kleiner Dekalog) (1983 – Drehbuch, Regie, Kamera)
- Umieranko („Sterblein“) (1984 – Drehbuch, Regie, Kamera)
- Nie zasmucę serca twego ... (Ich mache dein Herz nicht traurig) (1984, Drehbuch, Regie, Kamera)
- Jak mnie kochasz (Wie liebst du mich) (1985, Drehbuch, Regie, Kamera)
- Polskie parki i rezerwaty przyrody (Polnische Nationalparks und Naturreservate) (1985, Drehbuch, Regie, Kamera)
- Słowiański świt. Początki Polski (Slawische Dämmerung. Die Anfänge Polens) (1986, Regie, Drehbuch, Kamera)
- Wyprawa pod podszewkę Alp (Reise unter die Alpen) (1987)
- Ładny dzień (Ein schöner Tag) (1988, Regie, Drehbuch, Kamera)
- Szkoła przetrwania (Überlebensschule) (1988, Regie, Drehbuch, Kamera)
- Pałkiewicz ma rację (Pałkiewicz hat recht) (1988, Regie, Drehbuch, Kamera)
- Piosenki polne i okoliczne (1996, Regie, Drehbuch)
- Videoclips zur CD ojDADAna Grzegorz Ciechowskis
- Zobaczyć jak najwięcej (Soviel wie möglich sehen) (2001, Regie, Drehbuch, Kamera)
- Gdzie jesteś Paitii? (Wo bist du Paitii?) (2002, Regie, Drehbuch, Kamera)
- Między rajem a ziemią (Zwischen Paradies und Erde) (2003, Regie, Drehbuch, Kamera)

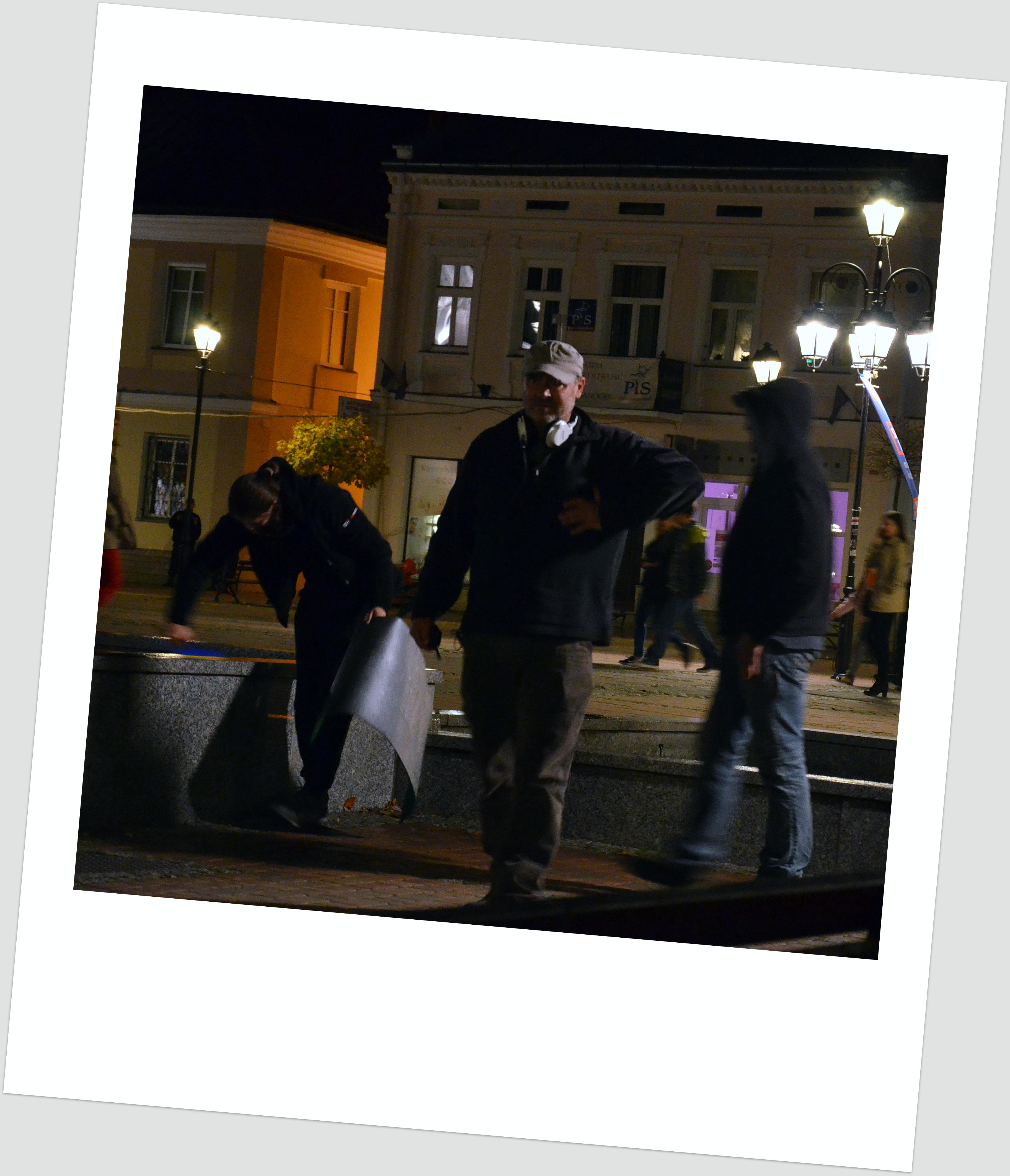
Jan Jakub Kolski bei den Dreharbeiten zu Serce, Serduszko in Sanok (2013)

### Spielfilme und Fernsehserien
- Pogrzeb kartofla (Die Beerdigung einer Kartoffel)(1990)
- Pograbek (1992)
- Magneto (1993)
- Jańcio Wodnik (1993)
- Cudowne miejsce (1994)
- Grający z talerza (1995)
- Szabla od komendanta (1995)
- Historia kina w Popielawach (1998)
- Daleko od okna (2000)
- Małopole czyli świat (2000) Fernsehserie
- Pornografia (2002)
- Jasminum (2006)
- Afonia i pszczoły (2008)
- Wenecja (2010)
- Serce, Serduszko (Herz, Herzchen) (2014)

### Theaterstücke
- Diabeł przewrotny – (1997) Regie
- Bajka o bardzo lekkim chlebie – (1997) Drehbuch und Regie
- Noga dla Józefa – (1997) Drehbuch
- Wyspa róż – (1998) Regie
- Skrzypki – (1999) Drehbuch und Regie
- Kamera marzeń – (2001) Drehbuch und Regie

### Auszeichnungen
Jan Jakub Kolski gewann zwischen 1993 und 2003 fünf Preise beim Polnischen Filmfestival Gdynia. 1998 gewann er mit seinem Film Historia kina w Popielawach den Hauptpreis des Festivals und ein Jahr später den Polnischen Filmpreis. Mit Jańcio Wodnik gewann er den Hauptpreis und den Findlingspreis auf dem Filmfestival Cottbus, welches seinen Schwerpunkt auf osteuropäisches Kino setzt.